# SN 2003fc
SN 2003fc – supernowa typu Ic odkryta 5 czerwca 2003 roku w galaktyce A200822-1736. W momencie odkrycia miała maksymalną jasność 18,40m.